# وارنینگ‌کمپ
وارنینگ‌کمپ (به انگلیسی: Warningcamp) یک روستا و محله مدنی در بریتانیا است که در Arun واقع شده‌است. وارنینگ‌کمپ ۳٫۷۶ کیلومتر مربع مساحت و ۱۵۶ نفر جمعیت دارد.